# Uzi Suicide
Uzi Suicide est un label discographique américain. 

## Histoire
Le label est fondé en 1986 par le groupe Guns N' Roses pour la sortie de leur premier album Live ?!*@ Like a Suicide. En apparence un label indépendant, il est créé par Geffen Records. Le premier album de Guns N' Roses, Appetite for Destruction, est officiellement publié par Geffen. Le label réédite également des albums du groupe glam punk finlandais Hanoi Rocks,.